# Tratado de Armisticio y Regularización de la Guerra
El Tratado de Armisticio y Regularización de la Guerra, también conocido simplemente como el Armisticio de Trujillo, fueron dos acuerdos firmados entre la Gran Colombia y el Reino de España el 25 y el 26 de noviembre de 1820 en Trujillo, Venezuela. Mediante estos tratados quedaba oficialmente derogada la guerra a muerte, se acordaba una tregua de seis meses además de constituir de facto un reconocimiento del estado colombiano.

## Historia
El capitán general Pablo Morillo recibe instrucciones el 6 de junio de 1820 desde España para que arbitre con Simón Bolívar un cese a las hostilidades. Morillo informa a Bolívar sobre el cese al fuego unilateral del ejército español y la invitación para negociar un acuerdo de regularización de la guerra. Los plenipotenciarios de ambos bandos se entrevistan en Trujillo el 25 de noviembre de 1820 y el mismo día se firma el Armisticio entre la República de la Gran Colombia y España, el cual suspendía todas las operaciones militares en mar y tierra en Venezuela y confinaba a los ejércitos de ambos bandos a las posiciones que sostenían el día de la firma según lo cual la línea de demarcación territorial sería la siguiente:

El río Unare, remontándolo desde su embocadura al mar hasta donde recibe el Guanape; las corrientes de éste subiendo hasta su origen; de aquí una línea hasta el nacimiento del Manapire; las corrientes de éste hasta el Orinoco; la ribera izquierda de éste hasta la confluencia del Apure; éste hasta donde recibe al Santo Domingo; las aguas de éste hasta la ciudad de Barinas, de donde se tirará una línea recta hasta Boconó de Trujillo; y de aquí la línea natural de demarcación que divide la Provincia de Caracas del Departamento de Trujillo.

El Tratado de Regularización de la Guerra fue firmado en Trujillo por los plenipotenciaros el 26 de noviembre de 1820. Mediante este acuerdo ambos bandos se comprometían a hacer la guerra "como lo hacen los pueblos civilizados", acordando el respeto a los no combatientes, el canje de prisioneros y a acabar definitivamente con las viejas prácticas de la guerra a muerte. 
Simón Bolívar y Pablo Morillo se entrevistaron personalmente el 27 de noviembre celebrándose el célebre abrazo de Santa Ana de Trujillo. Ese mismo día fueron firmados ambos acuerdos por los jefes de los dos bandos en guerra. Para Bolívar, fue un gran logro diplomático, pues constituyó de facto, aunque no de jure un reconocimiento de parte de España del estado colombiano como interlocutor válido. A su vez se vanaglorio Bolívar por haber logrado engañar a Morillo para que deje al general Latorre al mando (quien era una persona menos eficiente militarmente).

«El armisticio de 6 meses que se celebró entonces y que tanto se ha criticado, no fue para mí sino un pretexto para hacer ver al mundo que ya Colombia trataba como de potencia a potencia con España. (…).

El armisticio engañó también a Morillo, y lo hizo ir para España y dejar el mando de su ejército al general Latorre, menos activo, menos capaz y menos militar que el Conde de Cartagena: esto ya era una inmensa victoria que me aseguraba la entera y pronta libertad de toda Venezuela, y me facilitaba la ejecución de mi grande e importante proyecto, el de no dejar un solo Español armado en toda la América del Sur».
Simon Bolívar, Diario de Bucaramanga de Luis Perú de Lacroix

El armisticio se rompió antes de lo pactado. El 28 de enero de 1821 se produjo un pronunciamiento en Maracaibo, que había permanecido realista casi desde el principio de la independencia, en el cual declaraba a la provincia de Maracaibo unida a la Gran Colombia. El general venezolano Rafael Urdaneta ocupó rápidamente la ciudad con varios batallones ligeros y depuso al gobernador Francisco Delgado. Miguel de la Torre protestó la medida como una violación del tratado y Bolívar a su vez argumentó su legalidad. Al no llegar a un acuerdo sobre Maracaibo ambos bandos acordaron el reinicio de las hostilidades el 28 de abril. Sin embargo, a partir de aquí, el resto de los enfrentamientos violentos hasta el final del conflicto de la independencia estarían regulados por el Tratado de Regularización de la Guerra. La ciudad de Maracaibo sería ocupada de nuevo por los realistas en septiembre de 1822, después de su victoria en la batalla de Salina Rica.

## Legado
El 24 de julio de 1912 en la Plaza Armisticio de Santa Ana se inaugura el monumento conmemorativo del abrazo de Bolívar y Morillo al momento de verificar el Tratado de Regularización de la Guerra considerado el principal antecedente del Derecho Internacional Humanitario actual.